# Refugi de les Planelles
El Refugi de les Planelles està situat a 1.380 m, a tocar del torrent de la Coma Ermada, al nord del Santuari de Montgrony, al municipi de Gombrèn (Ripollès).